# Vadimas Petrenko
Vadimas Petrenko, talvolta riportato come Vadimas Petrenka (Vilnius, 26 maggio 1974), è un ex calciatore lituano, di ruolo centrocampista.

## Carriera

### Club
Petrenko cominciò la carriera nello Žalgiris. Passò poi al Granitas Klaipėda, prima di accordarsi con il Panerys Vilnius. Nel 1994 ritornò all'Aras Klaipėda, nuovo nome del Granitas Klaipėda, che nel 1995 diventò Atlantas: vi rimase in forza fino al 1998.
Tra il 1999 e il 2005 con il FBK Kaunas (inizialmente noto col nome di Žalgiris Kaunas) vinse sei campionati di lituani, tre coppe di Lituania e due Supercoppe di Lituania.
Questa esperienza fu intervallata da due brevi avventure all'estero: nel 2000 firmò un contratto con i russi del Lokokomtiv Nižnij Novg., club della massima serie con cui retrocesse, e nella seconda metà del 2002 con i cechi del Sigma Olomouc. Seguirono i trasferimento allo Žalgiris Vilnius e al Šilutė.
Nel 2006 firmò un contratto con i lettoni del Metalurgs Liepāja con cui vinse la Coppa di Lettonia, ma nel 2007 ritornò al Šilutė. Nel 2008 giocò nel Kauno Jėgeriai, ma pochi mesi dopo passò agli estoni del Levadia Tallinn con cui vinse il campionato estone.
Nel 2009, si trasferì ai norvegesi del Kaupanger. Nel 2010, giocò per lo Skjold IL. A partire dal 2011, si legò al Nord.

### Nazionale
Petrenko giocò 7 partite per la Lituania, tra il 1998 e il 2003.

## Statistiche

### Cronologia presenze e reti in nazionale
| Cronologia completa delle presenze e delle reti in nazionale ― Lituania | Cronologia completa delle presenze e delle reti in nazionale ― Lituania | Cronologia completa delle presenze e delle reti in nazionale ― Lituania | Cronologia completa delle presenze e delle reti in nazionale ― Lituania | Cronologia completa delle presenze e delle reti in nazionale ― Lituania | Cronologia completa delle presenze e delle reti in nazionale ― Lituania | Cronologia completa delle presenze e delle reti in nazionale ― Lituania | Cronologia completa delle presenze e delle reti in nazionale ― Lituania |
| Data                                                                    | Città                                                                   | In casa                                                                 | Risultato                                                               | Ospiti                                                                  | Competizione                                                            | Reti                                                                    | Note                                                                    |
| ----------------------------------------------------------------------- | ----------------------------------------------------------------------- | ----------------------------------------------------------------------- | ----------------------------------------------------------------------- | ----------------------------------------------------------------------- | ----------------------------------------------------------------------- | ----------------------------------------------------------------------- | ----------------------------------------------------------------------- |
| 16-8-1998                                                               | Kaunas                                                                  | Lituania                                                                | 1 – 1                                                                   | Moldavia                                                                | Amichevole                                                              | -                                                                       |                                                                         |
| 29-3-2003                                                               | Norimberga                                                              | Germania                                                                | 1 – 1                                                                   | Lituania                                                                | Qual. Euro 2004                                                         | -                                                                       | 48’ 85’                                                                 |
| 2-4-2003                                                                | Kaunas                                                                  | Lituania                                                                | 1 – 0                                                                   | Scozia                                                                  | Qual. Euro 2004                                                         | -                                                                       | 70’                                                                     |
| 11-6-2003                                                               | Kaunas                                                                  | Lituania                                                                | 0 – 3                                                                   | Islanda                                                                 | Qual. Euro 2004                                                         | -                                                                       |                                                                         |
| 3-7-2003                                                                | Valga                                                                   | Estonia                                                                 | 1 – 5                                                                   | Lituania                                                                | Coppa del Baltico 2003                                                  | -                                                                       | 80’                                                                     |
| 4-7-2003                                                                | Valga                                                                   | Lettonia                                                                | 2 – 1                                                                   | Lituania                                                                | Coppa del Baltico 2003                                                  | -                                                                       | 33’                                                                     |
| 20-8-2003                                                               | Sofia                                                                   | Bulgaria                                                                | 3 – 1                                                                   | Lituania                                                                | Amichevole                                                              | -                                                                       | 68’                                                                     |
| Totale                                                                  |                                                                         | Presenze                                                                | 7                                                                       |                                                                         | Reti                                                                    | 0                                                                       |                                                                         |

## Palmarès

### Club

#### Competizioni nazionali
- Campionato lituano: 7

Žalgiris: 1991
FBK Kaunas: 1999, 2000, 2001, 2002, 2003, 2004
- Campionato estone: 1

Levadia Tallinn: 2008
- Coppa di Lituania: 3

FBK Kaunas: 2002, 2004, 2005
- Coppa di Lettonia: 1

Metalurgs Liepāja: 2006
- Supercoppa di Lituania: 2

FBK Kaunas: 2002, 2004